# José Rujano
José Humberto Rujano Guillen (ur. 18 lutego 1982 w Santa Cruz de Mora) – wenezuelski kolarz szosowy, zawodnik profesjonalnej grupy Vacansoleil-DCM.

## Najważniejsze osiągnięcia
- 2002
  - 3. miejsce w Vuelta al Táchira
    - 1. miejsce na 13. etapie
- 2004
  - 1. miejsce w Vuelta al Táchira
  - 3. miejsce w Vuelta a Venezuela
- 2005
  - 2. miejsce w Tour de Langkawi
  - 3. miejsce w Giro d'Italia
    - 1. miejsce na 19. etapie

  - 1. miejsce w Vuelta al Táchira
    - 1. miejsce na 6., 7. i 13. etapie
- 2007
  -  1. miejsce w mistrzostwach Wenezueli (wyścig ind. na czas)
- 2008
  - 6. miejsce w Deutschland Tour
- 2009
  - 9. miejsce Vuelta al Táchira
    - 1. miejsce na 7., 9. i 11. etapie

  -  1. miejsce w mistrzostwach Wenezueli (wyścig ind. na czas)
  - 1. miejsce w Vuelta a Colombia
    - 1. miejsce na 6., 9., 10. i 14. etapie

  - 1. miejsce w Vuelta a Venezuela
    - 1. miejsce na 9. i 10. etapie
- 2010
  - 1. miejsce w Vuelta al Táchira
    - 1. miejsce na 8. etapie

  - 1. miejsce w Tour de Langkawi
    - 1. miejsce na 6. etapie

  - 1. miejsce na 7. etapie Vuelta a Venezuela
  - 3. miejsce w Vuelta a Colombia
    - 1. miejsce na 9. etapie
- 2011
  - 6. miejsce w Giro d'Italia
    - 1. miejsce na 9. i 13. etapie
- 2012
  - 2. miejsce w Tour de Langkawi
- 2013
  -  1. miejsce w mistrzostwach Wenezueli (wyścig ind. na czas)
- 2015
  - 1. miejsce w Vuelta al Táchira
    - 1. miejsce na 6. etapie